# Yao (kejsare)

Kinesiska kejsaren Yao. Nationella palatsmuseet, Taipei, Taiwan.

Yao (förenklad kinesiska: 尧, kinesiska: 堯, pinyin: Yao) var en mytologisk kejsare i Kina och en av De fem kejsarna.
Under Yaos regeringstid sköt Yi sina pilar mot de tio solarna till dess bara en återstod och Yao själv besegrade odjuret Gong-Gong och räddade världen från en översvämning med hjälp av hjälten Gun.